# Хеті II
Хеті II Небкаура — давньоєгипетський фараон з IX династії, правив у Гераклеополі.

## Життєпис
В союзі із могутнім номархом Сіуту Хеті I, Хеті II розпочав війну з фіванцями, які захопили у Гераклеопольських царів священне місто Абідос. За правління Хеті II відбувались часті заворушення бідняків і повстання у номах. Хеті II був змушений вести постійну боротьбу з азійськими кочівниками. Наприкінці його царювання спалахнуло ще й повстання у Дельті.